# 2003 en Finlande
Chronologie de la Finlande
- 1999
- 2000
- 2001
- 2002
- 2003
- 2004
- 2005
- 2006
- 2007

Cette page concerne les évènements survenus en 2003 en Finlande :

## Évènement
- 16 mars : Élections législatives
- 17 avril-24 juin : Gouvernement Jäätteenmäki
- 24 juin : Gouvernement Vanhanen I
- 19 octobre : Élections législatives ålandaises

## Sport
- Championnat de Finlande de football 2003
- Championnat de Finlande de hockey sur glace 2002-2003
- Championnat de Finlande de hockey sur glace 2003-2004
- Tournoi de tennis Nordic Light (WTA 2003)
- Organisation :
  - Championnat du monde de hockey sur glace
  - Championnats d'Europe juniors d'athlétisme
  - Coupe du monde de football des moins de 17 ans

## Sortie de film
- Chávez, le film
- Nousukausi
- Pahat pojat
- Rare Exports, Inc.
- Tintin et moi

## Création
- Aamuposti (quotidien)
- Hansel Oy
- Université des sciences appliquées d'Åland (en)

## Dissolution - Suppression
- Muutoksen kevät (en)
- Parti rural de Finlande
- Radiomafia (en)

## Naissance
- Lauren Hallaselkä (en), plongeuse.
- Matias Husgafvel (fi), acteur.
- Ronja Koskela (fi), athlète.
- Linnea Skog (fi), actrice.
- Casper Terho, footballeur.
- Samu Tuomaala (fi), joueur de hockey sur glace.

## Décès
- Elis Ask (fi), boxeur.
- Tamara Dernjatin (fi), chanteuse.
- Aarre Heinonen (fi), peintre.
- Ghedi Lönnberg (fi), actrice.
- Usko Santavuori (fi), journaliste.
- Hans Selo (fi), romancier.
- Hannes Sihvo (fi), historien.
- Ensio Siilasvuo, militaire.